# Черна рада (1663)
Черната рада (на украински: Чорна рада) е общоказашки събор, проведен на 17 – 18 (27 – 28) юни 1663 г. в град Нежин, свикан по заповед на руския цар Алексей Михайлович Романов. Целта му е избиране на хетман на Левобрежна Украйна. Радата се нарича черна, защото освен казаци, присъстват и имат право на глас и т.нар. черни – представители на селяните и по-ниските градски класи. На радата присъстват и руски царски войници, начело с княз Даниил Великогагин. Това събитие се превръща в повтарящ се архетип в украинската история.

## Предистория
През 1660 г., след разбиването на казаците край град Чуднив, Юрий Хмелницки подписва с полския крал Ян II Кажимеж Чуднивския договор и се заклева във вярност към Жечпосполита. Левобережните казашки полкове и Запорожката Сеч не признават неговата легитимност и остават под върховенството на руския цар. Почти веднага след това в Левобрежна Украйна започват усилени политически борби за хетманската власт. На преден план все повече излизат регионалните интереси на висшия елит, а не националната идея. По това време, от 1662 г. хетман на Деснобрежна Украйна е полското протеже Павло Тетеря, поддържан и от кримските татари. Временен хетман на Левобрежна, до избора на нов, е Яким Сомко.

### Яким Сомко и Васил Золотаренко
Единият от претендентите е переяславският полковник Яким Сомко, брат на Ана Сомкивна, първата съпруга на Богдан Хмелницки и чичо на Юрий Хмелницки. Вторият кандидат за поста е нежинският полковник Васил Золотаренко, брат на третата съпруга на Богдан Хмелницки Анна Золотаренко и кошев атаман в Запорожката Сеч. Политическите идеи и на двамата отразяват главно интересите на богатите казаци, елитът на Левобрежна Украйна, който се стреми да укрепи икономическата си позиция и да затвърди изключителния си социален статус. От друга страна и двамата се опитват да осигурят автономен статут на Хетманството, което да остане под закрилата на руснаците, но с гаранции за неприкосновеност на казашките права и свободи.
Програмата на Сомко е по-ясна и много по-радикална от тази на Золотаренко. Той набляга на отбраната и на политическите и икономически права на казаците. Последното се проявява и в отказа му да се разпространят на левия бряг обезценените медни царски пари, чието въвеждане предизвиква недоволство сред поданиците на Алексей Михайлович в Москва и в руските провинции. Сомко е против свикването на Черна рада, защото смята, че хетманът трябва да се избира от старшините и полковниците. Затова е против участието на представители на хора от посполството, които не принадлежат към казаците. Посполството е социална група, обхващаща част от по-бедното градско и селското население, занаятчии от средната класа и бедни търговци. Победата на един или друг кандидат обаче, всъщност означава победа на определен регионален старши клан, а не промяна на социалната политика или на модела за развитие на Хетманщината.

### Иван Брюховецки
В последния момент се появява още един кандидат – Иван Брюховецки. Той е поддържан от руското правителство и официално се противопоставя на укрепването на хетманската власт, увеличаването на зависимостта на обикновените казаци и селяни от старшините и задълбочаването на социалното неравенство. Така успява да получи поддръжката на бедните слоеве от населението. От 1662 г. Брюховецки системно се занимава с дискредитирането на Сомко, като негов главен опонент, в очите на московските политици и техните представители в украинските земи. За да спечели руснаците на своя страна, им предлага укрепване на правомощията на царската администрация в Украйна и увеличаване на руските войски в украински градове. Той поставя под въпрос дори самата необходимост от запазване на хетманската институция, като предлага хетманът да бъде заменен от царски наместник. Обещава да даде пари от събраните данъци на царската хазна, за да се повишат заплатите на московските воини.

### Руска политика
Тъй като Брюховецки твърдо е поддържан от руската власт, Сомко и Золотаренко прекратяват враждата си и се обединяват срещу новия претендент. Сомко се опитва да привлече войските на Деснобрежна Украйна с помощта на Павло Тетеря и намесата на Кримското ханство. По-голямата част от левобрежните полкове поддържат неговата кандидатура, а тези, които са по-близо до границите с руската държава – тази на Брюховецки.
Московчаните са недоволни от Сомко, тъй като временният хетман се опитва да разшири правата си и да намали руското влияние. На 10 март 1663 г. царският пратеник Даниил Великогагин получава от Москва „хазна от пари и самурени кожи“. Кожите от самур са изключително високо ценени и са равностойна разменна монета в търговски операции и дори в политическите комбинации. Великогагин не пести средствата за избирането на Брюховецки и увеличаване на руското политическо влияние. Раздава щедри подаръци на „кралските доброжелатели“ – свещени книги, кръстове, църковна утвар, ценни дрехи за свещеници и чиновници. Освен това той е придружено от голям брой воини – около 8 хиляди стрелци. Тази армия всъщност става най-важният „аргумент“ при избора на московското протеже.

## Събор
На 16 юни 1663 г. започват „предизборни маневри“ в покрайнините на Нежин. Сомко се намира при Киевските порти със своя Переяславски полк, придружен от съюзните Лубенски и Черниговски полкове. Към тях се присъединява и Нежинският полк, под ръководството на Золотаренко, който напускайки града, тегли със себе си и артилерията. Всички са въоръжени, въпреки че е издадена царска заповед на радата да се пристига без оръжие. Лагерът на Брюховецки се намира срещу този на Сомко. При него са събрани поддържащите го казашки полкове и тълпата от градско и селско население. На събора присъстват общо около 30 000 казаци.
На радата старшините номинират своите представители Сомко и Золотаренко. Казашките старшини на три пъти изразяват подкрепата си за Сомко. Обикновените запорожки казаци и представителите на селяните и градската бедност предлагат Брюховецки, който е обещал да намали данъците и да ограничи изземването на земята им от старшините. Обещал е, че несправедливо придобитото от старшините богатство ще им бъде отнето и дадено на обикновените казаци. Недоволството на хората от казашките старшини по време на изборите довежда до безредици, хаос и нападение на висшестоящите и богатите в Нежин и Переяслав. Първият ден от радата е белязан от остри сблъсъци между различните привърженици с използване на хладно и огнестрелно оръжие, в които участват и руските военни. Спасявайки живота си, Сомко е принуден да се скрие в шатрата на княз Великогагин, а по заповед на царския представител изборът на хетмана е отложен за следващия ден.
За една нощ агитацията на казаците, които пристигат от Запорожката Сеч заедно с Брюховецки, довежда до значително увеличаване на броя на неговите привърженици. На следващия ден дейността на радата е възстановена и Брюховецки е провъзгласен за хетман на Левобрежна Украйна.

## Последици
След избирането на Брюховецки, веднага са арестувани Яким Сомко, полковниците Васил Золотаренко, Оникий Силич, О. Щуровски, С.Третяк, И.Папкевич, С.Шамрицки, Д. Чернявски, генералните писари Х.Тризну и М. Вуяхевич-Височински, някои старшини и сотници. Новият хетман обвинява политическите си опоненти Сомко и Золотаренко във връзки с полската шляхта и двамата са екзекутирани в град Борзна. Враждебно настроените старшини са арестувани и заточени в Сибир. На тяхно място, а и на други представители на казашките старшини, незабавно са назначени лица, близки до Брюховецки. Започва грабеж на имуществото на казашките офицери, а тълпата избива много от влиятелните полковници и старшини.
Идването на власт на Брюховецки не довежда до облекчаване на положението на масите в Левобрежна Украйна, което през 1666 и 1668 г. предизвиква въстания срещу старшините и царските представители. През 1665 година Иван Брюховецки подписва Московските статии – унизителен договор между хетмана и руското правителство, който за първи път значително нарушава автономните права на казашките офицери и унищожава надеждата за обединение на украинското население. Украинските земи са обявени за собственост на руските монарси. Контролът над цялата военна, административна и финансова власт се поема от руски военни губернатори.

## Памет
- През 19-и век един от бащите на украинското национално възраждане Пантелеймон Кулиш написва историческия роман „Черната рада“ на украински и руски език, с алтернативно заглавие „Черната рада. Хроника на 1663 година“. Първото издаване на романа става през 1843 г, а второто – през 1857 г. Украинското издание е със заглавие „Черната рада, или нещастният стар свят“.[1][10]
- През 2000 г. излиза мащабна историческа филмова адаптация на едноименния роман на Кулиш с режисьор Николай Засеев-Руденко. В началото е прожектиран в 9 епизода, но впоследствие 3 пъти претърпява трансформация. Финалната версия се състои от 4 части.[11]